# Высокогорный (Ставропольский край)
Высокого́рный — посёлок в Ставропольском крае России. Входит в городской округ город-курорт Кисловодск.

## География
Расстояние до краевого центра: 145 км.

## История
На 1 марта 1966 года посёлок Отделение № 2 совхоза «Южный» входил в состав территории Зеленогорского сельсовета с центром в посёлке Зеленогорский:23.
В 1972 году Указом Президиума ВС РСФСР посёлок отделения № 2 совхоза «Южный» переименован в Высокогорный.
До 16 марта 2020 года Высокогорный входил в состав муниципального образования «Сельское поселение Нежинский сельсовет».
В июне 2020 года в состав города-курорта Кисловодска были переданы населённые пункты Предгорного района (муниципального округа) посёлки Высокогорный, Левоберёзовский и Правоберёзовский.

## Население
| 1989 | 2002 | 2010 | 2014 | 2020 | 2021 |
| ---- | ---- | ---- | ---- | ---- | ---- |
| 70   | ↗76  | ↗100 | →100 | ↘93  | ↘76  |

По данным переписи 2002 года, 71 % населения — карачаевцы.

## Памятники археологии
Согласно Постановлению главы администрации Ставропольского края
| Название                      | Временной период        | Местоположение                                                                              | ОКН             |
| ----------------------------- | ----------------------- | ------------------------------------------------------------------------------------------- | --------------- |
| Могильник «Высокогорный — 1»  | II — IV вв. н. э.       | Северная окраина посёлка Высокогорный                                                       | 261741144080006 |
| Могильник «Высокогорный — 2»  | VIII — VII вв. до н. э. | 1,4 км восточнее посёлка Высокогорный, правый берег ручья                                   | 261741144060006 |
| Поселение «Высокогорное — 1»  | I тыс. н. э.            | 1,6 км юго-восточнее посёлка Высокогорный, на террасе                                       | 261741144050006 |
| Укрепление «Высокогорное — 1» | I тыс. н. э.            | 1,4 км юго-восточнее посёлка Высокогорный, на скальном останце                              | 261741144070006 |
| Укрепление «Высокогорное — 2» | сер. I тыс. н. э.       | 300 — 350 м северо-восточнее посёлка Высокогорный, левобережная терраса реки Сухая Ольховка | 261741144090006 |